# Barcenal
 (novembre 2021).
Si vous disposez d'ouvrages ou d'articles de référence ou si vous connaissez des sites web de qualité traitant du thème abordé ici, merci de compléter l'article en donnant les références utiles à sa vérifiabilité et en les liant à la section « Notes et références ».
Barcenal (ou Barcenale) est un hameau du Condroz dans la province de Namur, en Belgique. Situe à deux kilomètres au sud de la ville de Ciney, il lui est aujourd'hui administrativement rattaché (Région wallonne de Belgique).
Situé entre Ciney et Leignon le hameau est constitué d'une rue unique qui est en fait une courte section de la route nationale 982.

## Patrimoine
- Le château de Barcenal.